# Сливоцький Михайло Юрійович
Миха́йло Ю́рійович Сливо́цький (1 жовтня 1944, Калуш — 25 квітня 2023, Івано-Франківськ) — український співак та педагог, Заслужений діяч мистецтв України, професор. Декан музично-педагогічного факультету Прикарпатського національного університету імені Василя Стефаника, голова Івано-Франківського обласного відділення Національної всеукраїнської музичної спілки. Контратенор.

## Життєпис
Народився Михайло Сливоцький 1 жовтня 1944 року у місті Калуш. Закінчив Коломийське педагогічне училище та музично-педагогічний факультет Івано-Франківського педагогічного інституту імені Василя Стефаника. Одружений, дружина Тамара, син Юрій.
Виступав з інструментальним квартетом «Усмішка» (Юрій Фейда (баян), Михайло Павлюк (скрипка), Юрій Курило (контрабас), Григорій Котик (гітара); вокальним квартетом «Легінь» (Михайло Сливоцький, Петро Чоловський, Юрій Серганюк, Орест Шуляр), жіночим вокальним ансамблем «Росинка», ансамблем «Коло».
З концертами побував у Німеччині, Франції, Японії, Фінляндії, США, Австралії, Канаді та інших країнах.
У 1987 році на всесоюзній студії грамзапису «Мелодія» вийшов диск-гігант «Співають гори» (за рік до цього було знято музичний фільм з однойменною назвою) а у 1991 році — аудіоальбом «Співає Михайло Сливоцький» (пісні та інструментальні твори у аранжуванні П. Рачинського. Виконавці: М. Сливоцький та оркестр ансамблю «Галичина». Художній керівник П. Рачинський. — Київ: РБЗЗ, 1991).
У 1994 році вийшла книжка «Співає Михайло Сливоцький». Михайло Сливоцький автор близько 20 наукових і науково-педагогічних праць, зокрема «Хрестоматія з шкільного репертуару (I—Х класи)», «Методика навчання музики в 1-2 класах».
Помер 25 квітня 2023 року в Івано-Франківську.

## Дискографія

### «Співають гори» (1987)
1. Співають гори (Б. Шиптур — С. Пушик)
2. Осіннє золото (І. Шамо — Д. Луценко)
3. Карпатська ніч (В. Якуб'як — С. Пушик)
4. Лист до матері (Б. Юрків — М. Луків)
5. Метелик (Б. Фіготін)
6. Гуцульська рапсодія (Б. Карамишев)
7. Пісня про матір (В. Їжак — С. Пушик)
8. Віночок українських народних пісень (обробка В. Пащенка)
9. Ой, у гаю при Дунаю (українська народна пісня, обробка М. Білана)
10. Як ніч мя покриє (українська народна пісня, обробка В. Матюка)
11. Вже вечір вечоріє (українська народна пісня, обробка А. Кос-Анатольського)
12. Імпровізація-діксі (Т. Гайда)
13. Коробейники (російська народна мелодія, обробка Ю. Фейди)